# کوپانینا (استان اشوی‌داشکسیه)
کوپانینا (به لهستانی: Kopanina) یک منطقهٔ مسکونی در لهستان است که در گمینا ستاشوو واقع شده‌است. کوپانینا ۲۰۶٫۳ متر بالاتر از سطح دریا واقع شده‌است.